# علم الضحايا
علم الضحايا (بالإنجليزية: Victimology)‏ هو علم دراسة الإيذاء، بما في ذلك العلاقة بين الضحايا والجناة، والتفاعلات بين الضحايا ونظام العدالة الجنائية - أي الشرطة والمحاكم، ومسؤولي الإصلاحيات - والصلات بين الضحايا والفئات الاجتماعية والمؤسسات الأخرى، مثل وسائل الإعلام، والأعمال التجارية، والحركات الاجتماعية، ولا يقتصر علم الضحية على دراسة ضحايا الجريمة فحسب، بل قد يشمل أشكالا أخرى من انتهاكات حقوق الإنسان.